# كيجي فوجيوارا
كيجي فوجيوارا (藤原啓治 فوجيوارا كيجي)؛ (5 أكتوبر 1964 - 12 أبريل 2020)، ممثل ياباني.

## أدواره في الأنمي

### مسلسلات أنمي تلفزيونية
- إيوريكا سفن - هولاند
- ديث نوت - شويتشي آيزاوا
- بلاك كات - سفين فولفيد
- خيميائي الفولاذ - ميز هيوز
- خيميائي الفولاذ: فل ميتال ألكيميست - ميز هيوز
- الرقيب كيرورو - الراوي، بول مورياما
- ناباري نو أو - أستاذ كانّوكي
- هاجيمي نو إيبو - تاتسويا كيمورا
- هاجيمي نو إيبو New Challenger - تاتسويا كيمورا
- هاجيمي نو إيبو Rising - تاتسويا كيمورا
- إينيشيال دي - شينغو شوجي
- إينيشيال دي Second Stage - شينغو شوجي
- غاد غارد - بوب
- ميغامان محارب النت - فرعون، شهير
- فايس كرويتز - ماسافومي تاكاتوري
- شاكوغان نو شانا II - كانتارو ساكاي
- شاكوغان نو شانا III(فاينل) - كانتارو ساكاي
- كوروزوكا - كاروتا
- تينبو إيبون أياكاشي أياشي - ريودو يوكيأتسو
- حجرة أبحاث RD - إييتشيرو كوشيما
- سنغوكو باسارا - ماتسوناغا هيساهيدي
- سنغوكو باسارا تو - ماتسوناغا هيساهيدي
- ساندز أوف ديستراكشن - الرجل المحتال
- روميو x جولييت - لانسلوت
- غوين ساغا - فاليريوس
- زامد الذكرى الضائعة - رايغيو تسونوماتا
- باكانو! - لاد روسو
- دورارارا!! - كينّوسكي كوزوهارا، دويتشيرو سونوهارا
- دورارارا!! ×2 المقدمة - كينّوسكي كوزوهارا
- دورارارا!! ×2 المنتصف - كينّوسكي كوزوهارا
- دورارارا!! ×2 الخاتمة - كينّوسكي كوزوهارا
- التقرير المتنقل الجديد جاندام وينج - نوفينتا
- البدلة المتنقلة جاندام 00 - علي آل ساشيز
- كوكب ملك الوحوش - الرقيب هيمدال
- شيكاباني هيمي: أكا - كيسي تاغامي
- شيكاباني هيمي: كورو - كيسي تاغامي
- غينتاما - زينزو هاتوري
- غينتاما’ - زينزو هاتوري
- غينتاما゜ - زينزو هاتوري
- أراكاوا أندر ذا بريدج - العمدة
- أراكاوا أندر ذا بريدج x بريدج - العمدة
- مجرة الحصير - سيتارو هيغوتشي
- باكوغان - دراغون
- ترينيتي بلاد - إيزاك فيرناند فون كامبفر
- آيرون مان - توني ستارك/آيرون مان
- اختطاف الذئب - ماسآكي كوزومي
- صاحب التعاويذ الأزرق - شيرو فوجيموتو
- ميري آكلة الأحلام - والد إيسانا تاتشيبانا
- الإبن المتجول - شي-تشان
- إندكس معينة خاصة بالسحر II - أماتا كيهارا
- قطاع التسوق السحري أبينوباشي - والد أرومي أساهينا
- تايغر آند باني - جيك مارتينيز
- حفيد نوراريهيون: عاصمة العفاريت - ريهان نورا
- بلود سي - تادايوشي كيساراغي
- تو لاف-رو - سايباي يوكي
- أن-غو - ياجيما
- مغامرة جوجو الغريبة - إسيديسي
- ماغي: The Labyrinth of Magic - هيناهوهو
- ماغي: The Kingdom of Magic - هيناهوهو
- ماغي: مغامرات سندباد - هيناهوهو
- هجوم العمالقة - هانيس
- هجوم العمالقة: الثانوية - هانيس
- هنتر x هنتر (2011) - ليوريو
- طمطوم وأبطال الروضة الخضراء - دكتور أناناس
- لوست يونيفرس - مذيع مسابقة ملكة جمال سرطان جوز الهند
- لوغ هورايزون - لي غان
- غايست كراشر - توماس
- فايري تايل - ماتو، توما إي فيور
- رينبو: نيشا روكوبو نو شيتشينين - ريوجي نوموتو
- ميكاكوسيتي أكتورز - أستاذ تاتياما
- معرض الفن المزيف - ماكس واتسون
- جبهة حاجز الدم - ديلدرو برودي
- وورلد تريغر - تاكومي ريندو (الصوت الأول)
- أوشيو و تورا - شيغوري آوتسوكي
- كيوس دراغون: حرب التنين الأحمر - سيميون
- ديث باريد - تاتسومي
- بريزون سكول - المدير، الراوي
- سيراف النهاية - تينري هيراغي
- فرسان التنكاي - السيد وايت
- لعبة الجوكر - النقيب أويكاوا
- دانغانرونبا 3: نهاية أكاديمية قمة الأمل - كويتشي كيزاكورا
- أوتاواريرومونو: القناع المزيف - هاكو
- سيرفامب - هيغان
- موب سايكو 100 - زعيم عصابة الدراجات
- داغاشيكاشي - يو شيكادا
- داغاشيكاشي 2 - يو شيكادا
- ري:بداية الحياة في عالم آخر من نقطة الصفر - آلديباران (الصوت الأول)
- جوبي-تشان - ساي نانوهانا
- ناروتو - رايغا كوروسوكي
- باك ستريت غيرلز: غوكودولز - الزعيم إينوغاني
- كوكورو كونكت - ريوزين غوتو
- دكتور ستون - الراوي، بياكويا إيشيغامي
- كرايون شين-تشان - هيروشي نوهارا (الصوت الأول)
- الخطايا السبع المميتة: غضب الملوك - الساحر غوثير
- ذا غود أوف هاي سكول - رئيس الولايات المتحدة، عم ميرا يو

### أنمي الإنترنت
- سوشي نينجا - قائد السوشي نينجا
- نينجا سلاير فروم أنيميشن - سيلفر كاراسو/كاغي تاناكا
- بوكيمون جينيريشنز - لوكر (الصوت الأول)

### أوفا أنمي
- البدلة المتنقلة جاندام: فريق م.س. رقم 08 - إيليدور ماسيس
- لاست أوردر: فاينل فانتسي VII - رينو
- هاجيمي نو إيبو Champion Road - تاتسويا كيمورا

### أفلام أنمي
- فاينل فانتسي VII: أدفنت تشيلدرن - رينو
- كينغسلايف: فاينال فانتازي 15 - تيتوس دراوتوس
- فيلم خيميائي الفولاذ: محتل شامبالا - ضابط
- إينيشيال دي Third Stage - شينغو شوجي
- سلسلة أفلام كود غياس: أكيتو المنفي
  - كود غياس: أكيتو المنفي: الفصل الأول «وصول التنين» - كلاوس ووريك
  - كود غياس: أكيتو المنفي: الفصل الثاني «انقسام التنين» - كلاوس ووريك
- إيوريكا سفن: جيب مليء بأقواس قزح - هولاند نوفاك
- سلسلة أفلام إيوريكا سفن: هاي-إيفولوشن
  - أنيموني/إيوريكا سفن: هاي-إيفولوشن - ديوي نوفاك
- فيلم الإكسورسيست الأزرق - شيرو فوجيموتو
- مازنغر زد إنفينيتي - الكونت بروكن
- كلرفل - ساوادا
- دراغون بول Z: بايو-برولي - مينمين

## أدواره في ألعاب الفيديو
- سلسلة كينغدوم هارتس
  - كينغدوم هارتس II - أكسل
  - كينغدوم هارتس 358/2 دايز - أكسل
  - كينغدوم هارتس بيرث باي سليب - لي
- كيرورو آر بي جي: الفارس والمحارب والقرصان الأسطوري - الراوي
- جوجوز بيزار أدفنتشر: أول ستار باتل - إسيديسي
- جوجوز بيزار أدفنتشر: آيز أوف هيفن - إسيديسي
- جاي-ستارز فيكتوري فيرسيس - جاغوار جونيتشي
- ياكوزا 0 - هوماري نيشيتاني
- البدلة المتنقلة جاندام غايدن: ميسينغ لينك - ترافيس كيركلاند

## أدواره في الدبلجة اليابانية
- الفارس الأسود - جوكر
- باتمان: الجرأة و الشجاعة - ريد هود، جوكر
- آيرون مان - توني ستارك/آيرون مان
- شرلوك هولمز - شرلوك هولمز
- شرلوك هولمز: لعبة ظلال - شرلوك هولمز
- الضياع - جيمس فورد/سوير
- ترانسفورمرز أنيميتد - غريملوك
- ترانسفورمرز: برايم - ميغاترون
- تشارلي ومصنع الشوكولاتة - ويلي ونكا
- إيت براي لوف - ستيفن
- رجال عود الثقاب - فرانك ميرسر

## وصلات خارجية
- كيجي فوجيوارا على موقع IMDb (الإنجليزية)
- كيجي فوجيوارا على موقع ألو سيني (الفرنسية)
- كيجي فوجيوارا على موقع ميوزك برينز (الإنجليزية)
- كيجي فوجيوارا على موقع أول موفي (الإنجليزية)
- كيجي فوجيوارا على موقع قاعدة بيانات الفيلم (الإنجليزية)
- كيجي فوجيوارا على موقع كينوبويسك (الروسية)
- كيجي فوجيوارا على موقع ANN person (الإنجليزية)